# September 5
September 5, tysk thriller från 2024 av Tim Fehlbaum. För manus stod regissören, Moritz Binder och Alex David. 
Filmen är baserad på verkliga händelser.
Filmen premiärvisades på filmfestivalen i Venedig den 29 augusti 2024 och hade biopremiär i Sverige den 4 april 2025.

## Handling
Filmen utspelar sig under de olympiska spelen i München 1972. Ett amerikanskt nyhetsteam på plats för att bevaka gisslandramat som involverar israeliska idrottare.

## Rollista (i urval)
- Peter Sarsgaard – Roone Arledge
- John Magaro – Geoffrey Mason
- Ben Chaplin – Marvin Bader
- Leonie Benesch – Marianne Gebhardt
- Zinedine Soualem – Jacques Lesgards
- Corey Johnson – Hank Hanson
- Georgina Rich – Gladys Deist
- Benjamin Walker – Peter Jennings